# La jauría (serie de televisión)
La jauría es una serie de televisión chilena, de género drama, coproducida por Fábula, Fremantle y Kapow, en asociación con Televisión Nacional de Chile y el Consejo Nacional de Televisión. Esta serie, se basa en un caso de investigación policial para capturar a los miembros de un grupo de una aplicación móvil llamada «La Jauría», seudónimo con el que cometen agresiones sexuales contra adolescentes de un colegio católico.
Su rodaje comenzó en enero de 2019. Se estrenó en Latinoamérica y España por Prime Video, el 10 de julio de 2020 y, en Chile se estrenó por Televisión Nacional, el 2 de noviembre. El 23 de julio de 2020, fue renovada para una segunda temporada, que tiene su estreno previsto para 2021. El 9 de noviembre, se inició el rodaje de la segunda temporada. El 25 de noviembre, se anunció que HBO Max, propiedad de WarnerMedia Entertainment, adquirió los derechos para transmitir la serie por streaming en Estados Unidos, a partir del miércoles 16 de diciembre del mismo año. Fremantle ha distribuido los derechos de exhibición en más de 70 países de Asia, Europa y Oceanía. El 28 de marzo de 2021, se confirmó una tercera temporada.
Es protagonizada por Antonia Zegers,  Paula Luchsinger, Daniela Vega, María Gracia Omegna y Mariana di Girolamo entre otros.

## Sinopsis

### Primera temporada
La primera temporada muestra a Blanca Ibarra (Antonia Giesen), de 17 años, estudiante y líder de un movimiento feminista, desaparece en medio de una protesta organizada por un grupo de alumnas del colegio Santa Inés luego de un supuesto caso de abuso entre un profesor y una estudiante. Horas más tarde, una grabación de la joven siendo violada por un grupo de hombres aparece en línea y se vuelve viral en las redes sociales. Esto provoca una frenética búsqueda para dar con el paradero de Blanca y de los responsables del hecho.
Inicialmente no hay pistas, pero pronto, gracias a la búsqueda y hallazgos que logra Celeste Ibarra (Paula Luchsinger), hermana de Blanca, las investigadoras pertenecientes a la unidad policial especializada en delitos de género, Elisa Murillo (Daniela Vega), Olivia Fernández (Antonia Zegers) y Carla Farías (María Gracia Omegna), descubren que todos los sospechosos integran un grupo llamado La Jauría de lobos.

### Segunda temporada
Las detectives Fernández, Murillo y Farías deberán resolver el homicidio de Trinidad (Pascal Cerda), una joven mochilera, y la desaparición de sus dos compañeras de viaje, Elena (Octavia Bernasconi) y Arantza (Fernanda Finsterbusch).
La única pista que aparece en el comienzo de la pesquisa, es que la dupla de amigas, quienes viajaban en cercanías de la costa de Valparaíso, habían frecuentado una enigmática fiesta clandestina llamada "El Oasis".

## Reparto

### Principales
| - Antonia Zegers como Olivia Fernández (temporadas 1–3): comisario de la Policía de Investigaciones, en búsqueda del responsable de La Jauría. - Paula Luchsinger como Celeste Ibarra (temporadas 1–3): hermana de Blanca Ibarra. - María Gracia Omegna como Carla Farías (temporadas 1–2): subcomisario de la Policía de Investigaciones. - Daniela Vega como Elisa Murillo (temporadas 1–3): comisario especializada en homicidios. - Claudia di Girolamo como Francisca Izquierdo (temporada 1–3): abogada, madre de Augusto. - Mariana di Girolamo como Sofía Radič (temporadas 1–3): amiga de Blanca Ibarra. Novia de Celeste Ibarra. - Clemente Rodríguez como Gonzalo Fernández (temporada 1–3): hijo de Olivia; sufre bullying por sus compañeros. | - Giordano Rossi como Augusto Iturra (temporada 1–3): rugbier de Colegio Santa Inés; uno de los agresores de Blanca. - Raimundo Alcalde como Eduardo Valenzuela (temporada 1–2): rugbier de Colegio Santa Inés; uno de los agresores de Blanca. - Antonia Giesen como Blanca Ibarra (temporada 1–2): líder feminista de Colegio Santa Inés; abusada y secuestrada por La Jauría. - Lux Pascal como Benjamín Lira (temporada 1): rugbier de Colegio Santa Inés; novio de Blanca. - Alberto Guerra como Manuel Montero (temporada 1): psicólogo de Colegio Santa Inés. - Marcela Salinas como Sandra Alcamilla (temporada 2–3): nueva subcomisario en búsqueda del responsable de La Jauría. |

### Secundarios
| - Luis Gnecco como Claudio Valenzuela (temporada 1–2): ex-General del Ejército. Padre de Eduardo. - Alfredo Castro como Alejandro Petersen (temporada 1–2): psicoanalista. Expareja de Elisa. - Francisco Reyes como Emilio Belmar (temporada 1): sacerdote católico y rector del Colegio Santa Inés; enjuiciado por caso de ventas ilegal de niños. - Amparo Noguera como María Rivera (temporada 1): madre de Blanca y Celeste. - Daniel Muñoz como Bruno Ibarra (temporada 1): profesor de castellano del Colegio Santa Inés; padre de Blanca y Celeste. - Marcelo Alonso como Mario Ossandón (temporada 1): profesor del Colegio Santa Inés; denunciado por sus alumnas de abuso sexual. - Francisco Pérez-Bannen como Leonel Lira (temporada 1): padre de Benjamín. - Diego Muñoz como Marco (temporada 1): pareja de Carla. - Alejandro Goic como Ricardo Jorquera (temporada 1–2): Prefecto de la Policía de Investigaciones. - Néstor Cantillana como Raúl (temporada 1–2): exmarido de Olivia y padre biológico de Gonzalo. - Jorge Arecheta como Javier Sandoval (temporada 1–2): detective de la Policía de Investigaciones. - Anita Tijoux como Zeta (temporada 1–2): hacker. - Geraldine Neary como Josefina (temporada 1–2) | - Paulina García como Koch (temporada 2) - Willy Semler como Camilo Radic (temporada 2): padre de Sofía. - Julio Milostich como Alan Sánchez (temporada 2) - Pedro Campos como Pablo (temporada 2–3) - Diego Ruiz como Samuel (temporada 2) - Simón Pesutic como Blas Duval (temporada 2–3) - Eusebio Arenas como Franco Duval (temporada 2–3) - Francisco Torres como Stephano Simunovic, Rugbier (temporada 1-2) - Fernanda Finsterbusch como Arantza Ríos (temporada 2–3) - Octavia Bernasconi como Elena Céspedes (temporada 2–3) - Pascal Cerda como Trinidad Quintero (temporada 2) - Macarena Carrere como Begoña (temporada 2–3) - Olivia Vargas como Daniela (temporada 2–3) - Antonia Larraín como Ariel (temporada 2–3) |

## Episodios
| N.º en temp. | Título                              | Fecha de emisión original |
| --- | ----------------------------------- | ------------------------- |
| 1 | «Respira profundo»                  | 10 de julio de 2020       |
| Una denuncia de abuso sexual en un colegio del sector más acomodado de Santiago de Chile remece a todos. Mientras las alumnas protestan, Blanca Ibarra su líder, desaparece. La policía busca pistas y la hermana de Blanca se involucra en un peligroso juego en línea para ayudarlos. De la nada un video de la desaparecida se filtra en la red: la policía teme que sea demasiado tarde para ella. |                                     |                           |
| 2 | «Los vamos a cazar»                 | 10 de julio de 2020       |
| Murillo y Olivia se acercan a los involucrados tras de "el lobo" gracias a la ayuda de Celeste, pero esto coloca en peligro a los detectives. A su vez, descubren una organización organizada para marcar y atacar a mujeres específicas, relacionados con lo sucedido con Blanca. |                                     |                           |
| 3 | «Gente con dinero, gente con poder» | 10 de julio de 2020       |
| En medio de la investigación y de la angustia por encontrar a Blanca, Bruno le revela a Olivia y a su esposa una verdad oculta del nacimiento de Blanca junto al padre Emilio, el cual se ve involucrado en una nueva trama investigativa. Por su parte, Gonzalo, hijo de Olivia, se suma al juego del lobo, formando su propia jauría.                                                                |                                     |                           |
| 4 | «Dejen mi marca»                    | 10 de julio de 2020       |
| El destino de Ossandón coloca en entredicho los métodos de la policía para dar con el paradero de Blanca. Por su parte, los padres de Blanca y Celeste ofrecen una recompensa a cambio de información del paradero de su hija, a espaldas de la investigación. Adicionalmente, Celeste comienza a ser utilizada por la red detrás de la jauría.                                                        |                                     |                           |
| 5 | «Lobos contra leonas»               | 10 de julio de 2020       |
| Olivia y todo su equipo de investigación es marcado por el juego de la jauría, demostrando que están dispuestos a todo con tal de lograr su misión, y la valentía de Celeste es puesta a prueba cuando esta entra a las fauces de "el lobo". |                                     |                           |
| 6 | «El juego no ha terminado»          | 10 de julio de 2020       |
| "El lobo", seguido de cerca por la policía, echa mano a sus últimos recursos para zafar con vida. El pasado de Olivia vuelve, lo cual la hace enfrentar a su hijo con una verdad incómoda. |                                     |                           |
| 7 | «A veces es bueno que arda»         | 10 de julio de 2020       |
| Las tres detectives están a punto de dar con "el lobo" detrás de las jaurías, pero para ello constituyen su propia jauría para dar la pelea. |                                     |                           |
| 8 | «Nunca dije su nombre»              | 10 de julio de 2020       |
| Olivia descubre la identidad oculta tras "el lobo", poniendo en riesgo su propia vida con tal de rescatar a su compañera. |                                     |                           |

## Recepción

### Críticas
La serie recibió críticas mixtas de parte del público y la prensa especializada. El colectivo feminista de Chile promocionó la serie en redes sociales, alcanzando una masiva difusión en Internet.Daniela Castro, del diario chileno La Tercera, la describe como “una atrapante serie thriller sobre abusos, poder, luchas feministas y el oscuro mundo de internet, y que, pese a que quería contar demasiado en poco tiempo, la historia funciona y engancha al espectador”.El crítico español Pere Solà Gimferrer, de La Vanguardia, señalaría que La Jauría “es una serie policial correcta y con buenas intenciones, pero que de tanto querer profundizar se queda paradójicamente en la superficie, sin llegar más allá”.
Por otro lado, la serie también tuvo críticas negativas. César Cancino, crítico chileno de Culturizarte.cl, señaló al programa como una muestra de “oportunismo irreflexivo”, señalando que es una serie muy ingenua, con una estructura de guion básica y de manual, y con muchos agujeros argumentales, siendo muchos los frentes que abre, no centrándose en ninguno. El comediante, crítico e influencer César Huispe, famoso por sus críticas mordaces a series de televisión y películas chilenas, en su serie web Críticas QLS, criticó duramente ambas temporadas, haciendo énfasis en varios errores técnicos con los que cuenta la ficción; errores de escritura, audio y caracterización, presentes en todo el desarrollo de los episodios, que no tienen un sentido argumental, como que las protagonistas se vistan llamativamente, cuando se supone que están escondiéndose de autoridades y poderosos, además de las malas actuaciones de los actores, aunque destacando el trabajo de la actriz Antonia Zegers, señalando que “es la única que siento que es demasiado profesional, al punto que hace lo mejor que puede, pese a lo deficiente de la historia y a lo insultante de su premisa, porque de verdad es la única que está actuando”. Sumado a los aspectos técnicos y argumentales, César Huispe también criticó la creciente corrupción y amiguismos presentes en estas producciones, al incluir actores ya vistos en otras producciones cinematográficas y televisivas, además de sospechosos manejos dirigenciales en las series producidas por Amazon Prime. Las duras críticas de Huispe rápidamente se viralizaron una vez reseñó la segunda temporada, llamando la atención de varios medios de comunicación, señalando incluso que había recibido malos comentarios y burlas de seguidores del programa en sus redes sociales oficiales.

## Premios y nominaciones
| Año                                               | Premio / Distinción                                | Categoría                                         | Nominado                                                           | Resultado |
| ------------------------------------------------- | -------------------------------------------------- | ------------------------------------------------- | ------------------------------------------------------------------ | --------- |
| 2020                                              | Seriencamp Festival (crítica especializada)        | Mejor serie                                       | Mejor serie                                                        | Ganadora  |
| 2020                                              | Premio Produ (distinción)                          | Mejor serie                                       | Mejor serie                                                        | Ganadora  |
| 2020                                              | Premio Produ (distinción)                          | Mejor dirección                                   | Lucía Puenzo                                                       | Ganadora  |
| 2020                                              | Premio Produ (distinción)                          | Mejor guion                                       | Paula del Fierro, Enrique Videla, Leonel D'Agostino y Lucía Puenzo | Nominado  |
| 2020                                              | Premio Produ (distinción)                          | Mejor actriz                                      | Antonia Zegers                                                     | Nominado  |
| 2020                                              | Premio Produ (distinción)                          | Actriz revelación                                 | Paula Luchsinger                                                   | Nominado  |
| 2020                                              | Premio Toda la Cultura (distinción)                | Mejor serie streaming                             | Mejor serie streaming                                              | Ganadora  |
| 2021                                              | Premios Marés (crítica aficionada a la excelencia) | Mejor actriz en drama                             | Antonia Zegers                                                     | Ganadora  |
| 2021                                              | Premios Marés (crítica aficionada a la excelencia) | Mejor actriz en drama                             | María Gracia Omegna                                                | Nominada  |
| 2021                                              | Premios Marés (crítica aficionada a la excelencia) | Mejor actriz de soporte en drama                  | Claudia Di Girolamo                                                | Ganadora  |
| 2021                                              | Premios Marés (crítica aficionada a la excelencia) | Mejor actor de soporte en drama                   | Alfredo Castro                                                     | Nominado  |
| 2021                                              | Premios Marés (crítica aficionada a la excelencia) | Mejor actor invitado en drama                     | Marcelo Alonso                                                     | Ganador   |
| 2021                                              | Premios Estrella (votación popular)                | Mejor ficción                                     | Mejor ficción                                                      | Ganadora  |
| 2021                                              | Premios Estrella (votación popular)                | Mejor interpretación protagónica                  | Antonia Zegers                                                     | Nominada  |
| 2021                                              | Premios Estrella (votación popular)                | Mejor interpretación protagónica                  | María Gracia Omegna                                                | Nominada  |
| 2021                                              | Premios Estrella (votación popular)                | Mejor interpretación protagónica                  | Daniela Vega                                                       | Nominada  |
| 2021                                              | Premios Estrella (votación popular)                | Mejor interpretación antagónica                   | Claudia Di Girolamo                                                | Ganadora  |
| 2021                                              | Premios Estrella (votación popular)                | Mejor interpretación masculina de reparto         | Alfredo Castro                                                     | Ganadora  |
| 2021                                              | Premios Estrella (votación popular)                | Mejor interpretación femenina de reparto          | Paula Luchsinger                                                   | Ganadora  |
| 2021                                              | Premios Estrella (votación popular)                | Mejor interpretación extranjera                   | Alberto Guerra                                                     | Ganador   |
| 2021                                              | Premios Estrella (votación popular)                | Mejor interpretación juvenil                      | Clemente Rodríguez                                                 | Ganador   |
| 2021                                              | Premios Estrella (votación popular)                | Mejor interpretación especial                     | Elisa Zulueta                                                      | Ganadora  |
| 2022                                              | Premios Caleuche                                   | Mejor actriz protagónica en series y/o miniseries | Paula Luchsinger                                                   | Nominada  |
| 2022                                              | Premios Caleuche                                   | Mejor actriz protagónica en series y/o miniseries | Antonia Zegers                                                     | Nominada  |
| 2022                                              | Premios Caleuche                                   | Mejor actor de soporte                            | Marcelo Alonso                                                     | Nominado  |
| 2023                                              |                                                    |                                                   |                                                                    |           |
| Premios Caleuche                                  |                                                    |                                                   |                                                                    |           |
| Mejor actriz protagónica en series y/o miniseries | Antonia Zegers                                     | Nominada                                          |                                                                    |           |
| Mejor actor de soporte                            | Giordano Rossi                                     | Nominado                                          |                                                                    |           |